# Campos Novos
Campos Novos es un municipio brasileño del estado de Santa Catarina. Tiene una población estimada al 2022 de 36 932 habitantes. Pertenece a la Región metropolitana de Contestado.
La región comenzó a ser ocupada durante el siglo XVIII, donde anteriormente había sido poblado exclusivamente por los indios kaigangs. Fundada en 1881, pasó por un periodo de crecimiento demográfico a comienzos del siglo XX, con la llegada de inmigrantes en busca de empleo y de refugiados de la Guerra del Contestado. Fue en esa época en que Campos Novos potencia la agricultura, siendo actualmente uno de los principales productores de alimentos como maíz, soja, frijol, trigo y cebada del estado, además de destacarse en la ganadería y en la apicultura.
La ciudad también posee algunos atractivos turísticos de valor cultural o histórico, como la Iglesia Matriz de San Juan Bautista, la Casa de la Cultura Coronel Gasparino Zorzi y la Romería de Nuestra Señora de la Concepción Aparecida, que llega a atraer una media de 70 mil fieles. La Represa de Campos Novos, construida en 2006, es la responsable de la generación de la cuarta parte de la energía de Santa Catarina.

## Etimología
Ciertamente, los atractivos para inmigrantes venidos de São Paulo, de Paraná y también vecinos granjeros de Lages fueron las enormes tierras y haciendas. Los paulistas, paranaenses y granjeros de Lages ahí llegaron atrás de tierras para la creación de ganado. Enseguida, los inmensos campos originaron la denominación del municipio.